# إزرائيل سالفيستر
إزرائيل سالفيستر (بالفرنسية: Israël Silvestre)‏ هو رسام ونقاش فرنسي، ولد في 13 أغسطس 1621 في نانسي في فرنسا، وتوفي في 11 أكتوبر 1691 في باريس في فرنسا.

## معرض صور

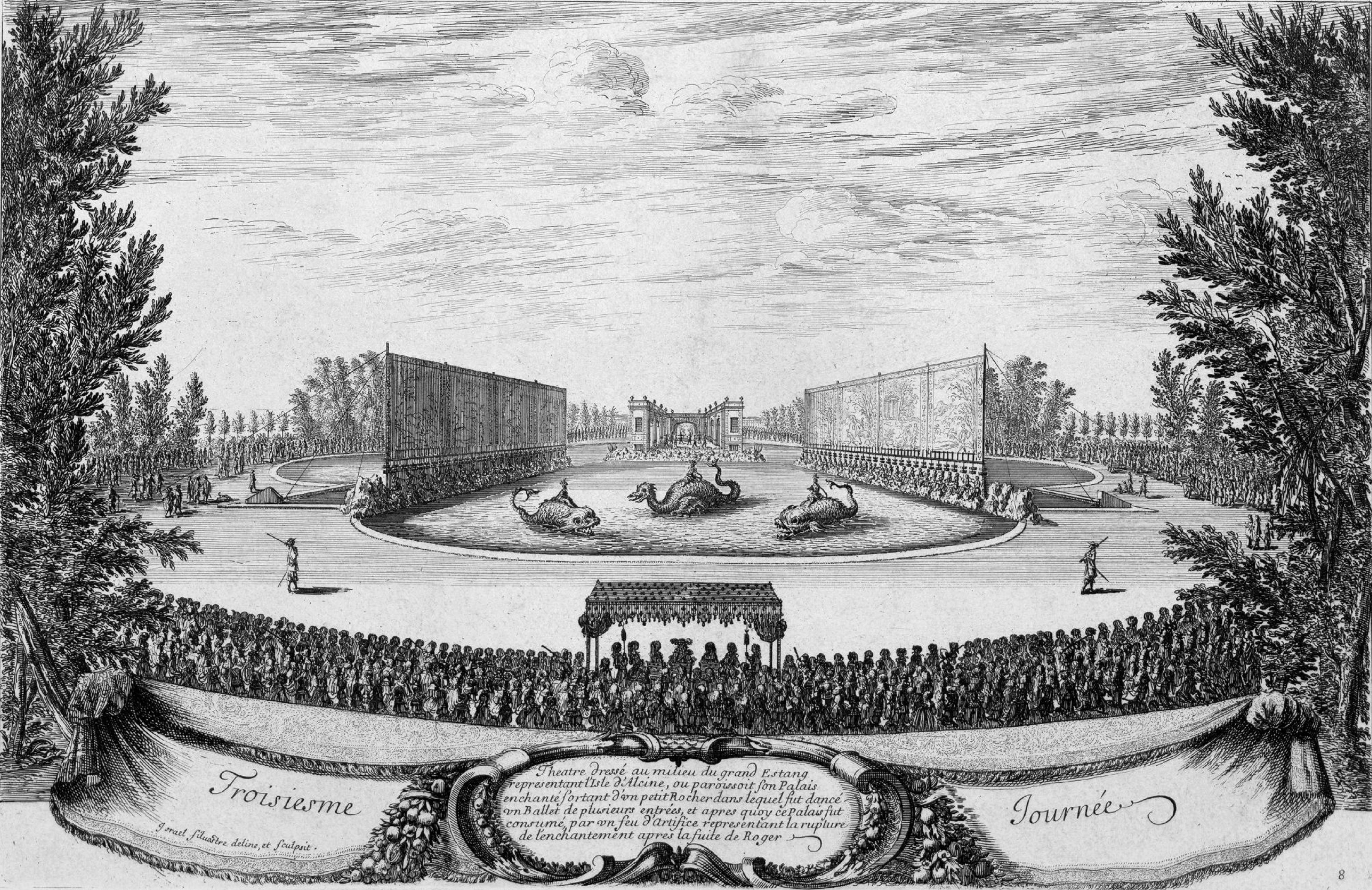
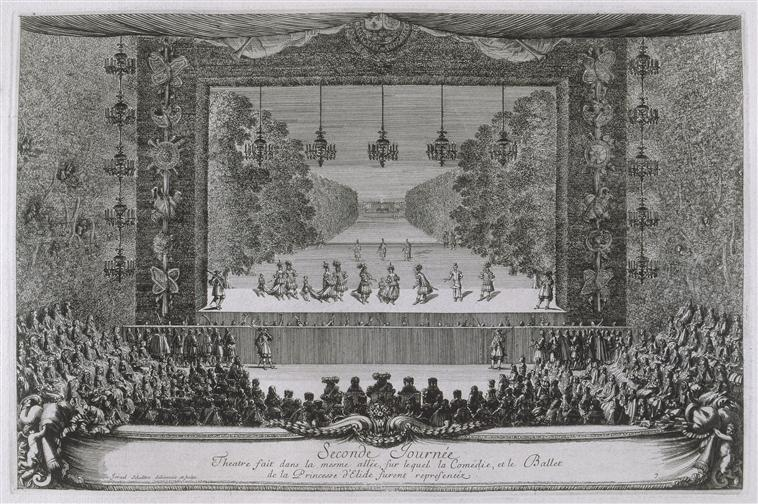
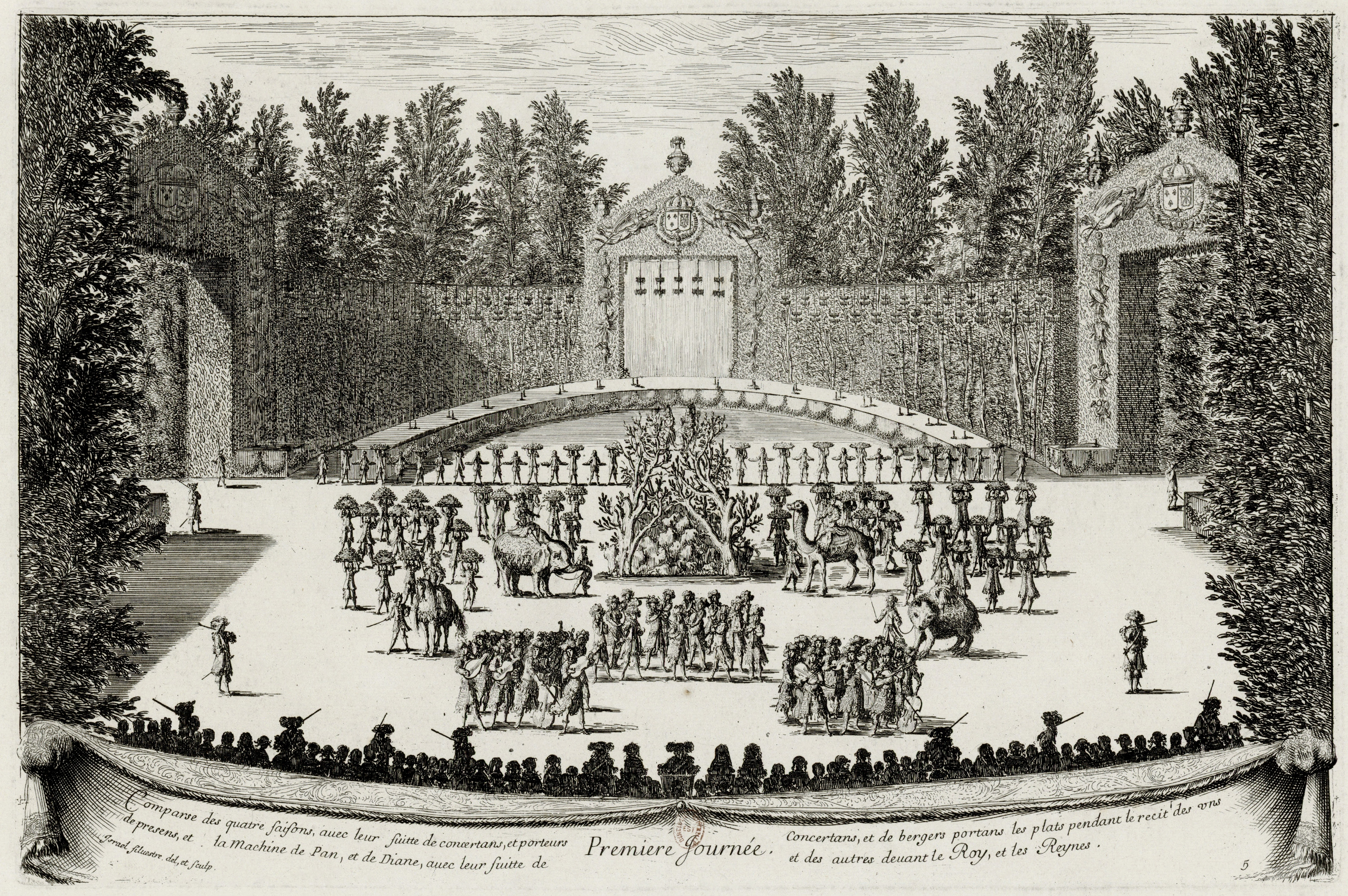